# Moritz Rahmer
Moritz Rahmer (geboren am 16. Dezember 1837 in Rybnik, Oberschlesien; gestorben am 2. März 1904 in Magdeburg) war ein deutscher Rabbiner, Publizist und Redakteur.
Moritz Rahmer ging mit 16 Jahren an das Jüdisch-Theologische Seminar in Breslau. Im November 1857 schrieb er sich auch an der dortigen Universität ein. Im Juli 1860 promovierte er in Leipzig. 1862 erhielt er das Rabbinerdiplom als einer der ersten drei Absolventen des Seminars Breslau.
1862 wurde Rahmer Rabbiner in Thorn (Westpreußen) und gleichzeitig Leiter der Elementar- und Religionsschule dort.
Seit 1867 war er Rabbiner in Magdeburg. Er war als erster Rabbiner in Preußen Stadtverordneter (1876–1894) und zeitweise Mitglied der städtischen Schulkommission. Er erwarb sich große Verdienste um das jüdische Leben in Magdeburg. Er begründete unter anderem den Witwen- und Waisen-Unterstützungsverein, den Frauenverein und die Mendelssohnloge.
Unter anderem war er Herausgeber verschiedener Beilagen zur Israelitischen Wochenschrift, die er über knapp zwanzig Jahre leitete. Dazu zählt zum Beispiel das Jüdische Litteratur-Blatt.

## Publikationen
- Die hebräischen Traditionen in den Werken des Hieronymus. Durch eine Vergleichung mit den jüdischen Quellen kritisch beleuchtet. Dissertation Leipzig 1860. Daraus erschienen:
  - Band I: Quaestiones in Genesin. Breslau 1861.
  - Band II: Quaestiones in Libros Regum. In: Ben-Chananja. Monatsschrift für jüdische Theologie und für jüdisches Leben in Gemeinde, Synagoge und Schule. Szegedin 1864.
  - Band III: Quaestiones in libros Paralipomenon. Thorn 1866.
  - Die Commentarii zu den 12 kleinen Propheten. 1. Hälfte [Hosea bis Micha]. In: Monatsschrift für Geschichte und Wissenschaft des Judenthums. (Sonderdruck) Berlin 1902.
- Über die Einleitung zu Maimonides’ Mischnakommentar. Breslau 1860.